# Seychalles
Seychalles is een gemeente in het Franse departement Puy-de-Dôme (regio Auvergne-Rhône-Alpes) en telt 442 inwoners (1999). De plaats maakt deel uit van het arrondissement Thiers.

## Geografie
De oppervlakte van Seychalles bedraagt 9,3 km², de bevolkingsdichtheid is 47,5 inwoners per km².
De onderstaande kaart toont de ligging van Seychalles met de belangrijkste infrastructuur en aangrenzende gemeenten.

## Demografie
Onderstaande figuur toont het verloop van het inwonertal (bron: INSEE-tellingen).